# Weyauwega
Weyauwega ist eine Kleinstadt (mit dem Status „City“) im Waupaca County im US-amerikanischen Bundesstaat Wisconsin. Im Jahr 2010 hatte Weyauwega 1900 Einwohner.

## Geografie
Weyauwega liegt im mittleren Nordosten Wisconsins, rund 50 km nordwestlich des Lake Winnebago und rund 80 km südwestlich der Green Bay des Michigansees. Die Stadt liegt beiderseits des Waupaca River, der über den Wolf River und den Fox River zum Einzugsgebiet des Michigansees gehört.
Die geografischen Koordinaten von Weyauwega sind 44°19′17″ nördlicher Breite und 88°56′01″ westlicher Länge. Das Stadtgebiet erstreckt sich über eine Fläche von 4,43 km² und wird im Westen, Süden und Osten von der Town of Weyauwega umgeben, ohne dieser anzugehören. Im Norden grenzt die Town of Royalton an das Stadtgebiet.
Nachbarorte von Weyauwega sind Manawa (19 km nördlich), New London (20,6 km ostnordöstlich), Fremont (11,5 km südöstlich), Poy Sippi (23,5 km südsüdwestlich), King (18 km westlich), Waupaca (15 km westnordwestlich) und Ogdensburg (21 km nordwestlich).
Die nächstgelegenen größeren Städte sind Green Bay am Michigansee (87,5 km ostnordöstlich), Appleton (49 km östlich), Wisconsins größte Stadt Milwaukee (183 km südsüdöstlich), Chicago in Illinois (333 km in der gleichen Richtung), Wisconsins Hauptstadt Madison (169 km südsüdwestlich), Eau Claire (243 km westnordwestlich), die Twin Cities in Minnesota (370 km in der gleichen Richtung), Wausau (113 km nordwestlich), Duluth am Oberen See in Minnesota (471 km in der gleichen Richtung) und Sault Ste. Marie in der kanadischen Provinz Ontario (540 km nordöstlich, gegenüber von Sault Ste. Marie, Michigan).

## Verkehr
Der vierspurig ausgebaute U.S. Highway 10 und der hier deckungsgleich verlaufende Wisconsin State Highway 49 bildet die südwestliche Umgehungsstraße von Weyauwega. Der in Nord-Süd-Richtung durch das Stadtzentrum verlaufende Wisconsin State Highway 110 bildet die Hauptstraße von Weyauwega. Alle weiteren Straßen sind untergeordnete Landstraßen, teils unbefestigte Fahrwege sowie innerörtliche Verbindungsstraßen.
Durch Weyauwega verläuft für den Frachtverkehr eine Eisenbahnlinie der Canadian National Railway (CN).
Mit dem Waupaca Municipal Airport befindet sich 12 km westlich ein kleiner Flugplatz. Die nächsten Verkehrsflughäfen sind der Austin Straubel International Airport von Green Bay (73,3 km ostnordöstlich), der Outagamie County Regional Airport bei Appleton (43 km östlich) und der Central Wisconsin Airport bei Wausau (92 km nordwestlich).

## Geschichte
Im Jahre 1848 siedelten sich an der Stelle der heutigen Stadt die ersten Weißen an. 1850 wurde ein Postamt eröffnet, die Inkorporation als Village of Weyauwega erfolgte im Jahre 1856. Die Eisenbahn erreichte 1872 die Siedlung. 1939 wurde der Ort zur City of Weyauwega erhoben.
1996 ereignete sich in Weyauwega ein schweres Eisenbahnunglück. Mehrere Wagen mit Propangas gerieten in Brand und konnten erst nach 16 Tagen gelöscht werden.

## Bevölkerung
Nach der Volkszählung im Jahr 2010 lebten in Weyauwega 1900 Menschen in 746 Haushalten. Die Bevölkerungsdichte betrug 428,9 Einwohner pro Quadratkilometer. In den 746 Haushalten lebten statistisch je 2,43 Personen.
Ethnisch betrachtet setzte sich die Bevölkerung zusammen aus 96,4 Prozent Weißen, 0,3 Prozent Afroamerikanern, 0,2 Prozent amerikanischen Ureinwohnern, 0,2 Prozent Asiaten, 0,1 Prozent (eine Person) Polynesiern sowie 1,6 Prozent aus anderen ethnischen Gruppen; 1,3 Prozent stammten von zwei oder mehr Ethnien ab. Unabhängig von der ethnischen Zugehörigkeit waren 6,1 Prozent der Bevölkerung spanischer oder lateinamerikanischer Abstammung.
25,3 Prozent der Bevölkerung waren unter 18 Jahre alt, 57,4 Prozent waren zwischen 18 und 64 und 17,3 Prozent waren 65 Jahre oder älter. 50,3 Prozent der Bevölkerung waren weiblich.
Das mittlere jährliche Einkommen eines Haushalts lag bei 42.031 USD. Das Pro-Kopf-Einkommen betrug 17.576 USD. 22,2 Prozent der Einwohner lebten unterhalb der Armutsgrenze.

## Bekannte Bewohner
- Lyman E. Barnes (1855–1904) – demokratischer Abgeordneter des US-Repräsentantenhauses (1893–1895) – geboren und aufgewachsen in Weyauwega
- Benjamin P. Birdsall (1858–1917) – republikanischer Abgeordneter des US-Repräsentantenhauses (1903–1909) – geboren und aufgewachsen in Weyauwega
- Robert Bloch (1917–1994) – Autor – wohnte mehrere Jahre in Weyauwega
- George de Rue Meiklejohn (1857–1929) – republikanischer Abgeordneter des US-Repräsentantenhauses (1893–1897) -geboren und aufgewachsen in Weyauwega